# Mestre de camp

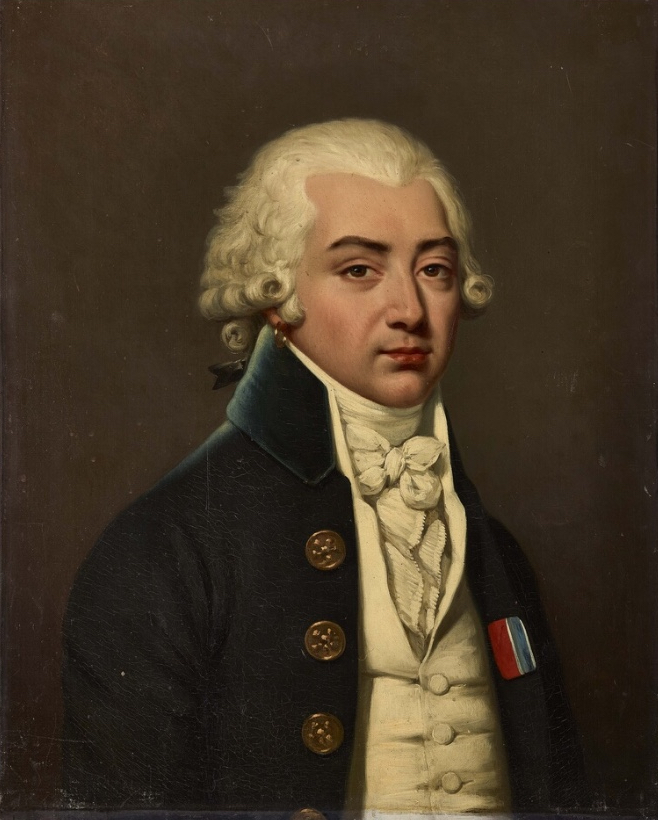
Armand Louis de Gontaut-Biron, 1783 Mestre de camp im Régiment des Hussards de Lauzun.

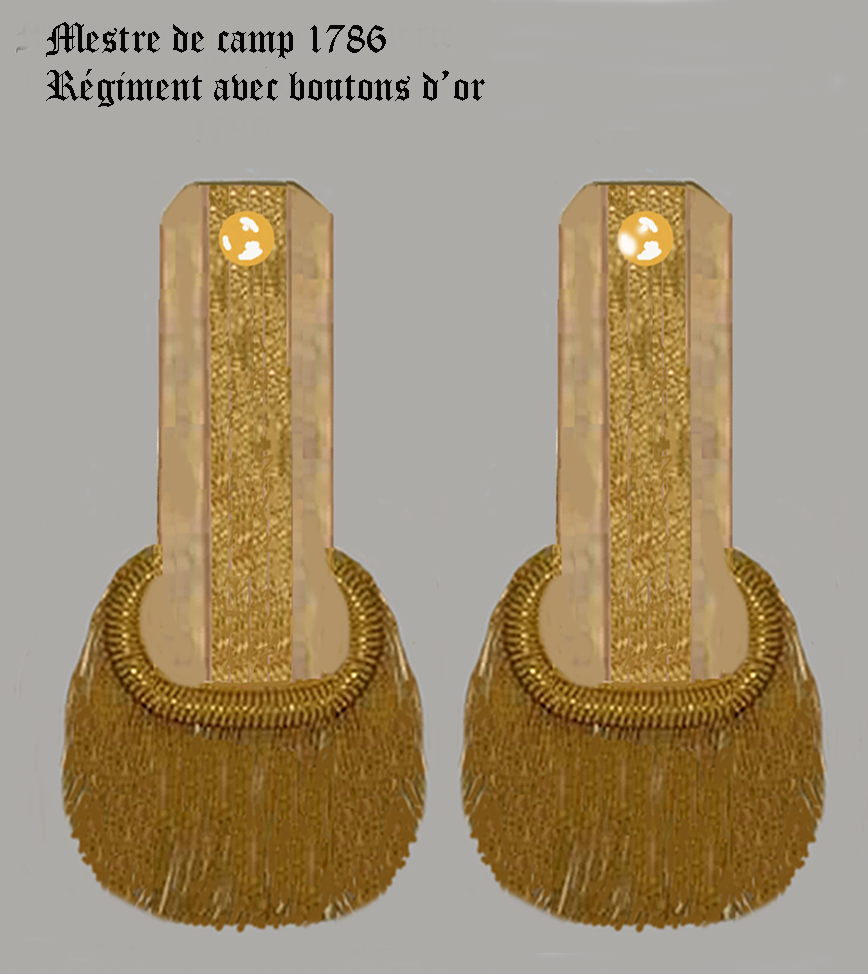
Epauletten eines Mestre de camp 1786 (Regiment mit goldenen Knöpfen)

Mestre de camp (entspricht etwa einem Oberst bzw. Colonel) war ein Dienstgrad im Militär des Ancien Régime in Frankreich. 
Er fungierte ursprünglich als Chef eines Verbands aus mehreren regional aufgestellten Kompanien bzw. „Banden“ (Bandes françaises, Bandes de Picardie, Bandes de Champagne etc.), die 1479 als infanteristische Ergänzung der berittenen Ordonnanzkompanien (Compagnies d’ordonnance) aufgestellt worden waren. Mit Umwandlung der Banden in moderne Regimenter um 1568/1569 avancierte der Mestre de camp zum Regimentschef (Oberst). 
Obwohl die Stelle des Mestre de camp mit älteren und erfahrenen Soldaten besetzt werden sollte (gemäß dem „Èdit du mois de mars 1600“), bestand die zur damaligen Zeit gebräuchliche Unsitte, die Kommandeursstellen zu verkaufen. D. h. nicht unbedingt der bessere Mann erhielt ein vakant gewordenes Regiment übertragen, sondern der, der unabhängig von Erfahrung, Lebensalter oder militärischer Ausbildung die besseren finanziellen Möglichkeiten hatte. Ein Mestre de camp musste nicht grundsätzlich adliger Herkunft sein (Arrêt du conseil du 4 juin 1668), was jedoch selten vorkam.
Der Rang war in drei Klassen unterteilt:
- Mestre de camp commandant (Oberst und Regimentskommandeur)
- Mestre de camp en second – auch  Mestre de camp-lieutenant (Oberst bzw. Oberstleutnant und stellvertretender Regimentskommandeur). Er führte das Regiment, wenn der eigentlich Mestre de camp z. B. die Königin war, wie beim Régiment la Reine Cavalerie
- Mestre de camp à la suite (zugeteilter bzw. überzähliger Oberstleutnant)

Der nächsthöhere Rang war, bis 1788, der Brigadier des armées du roi.

## Vom Mestre de camp zum Colonel zum Chef de Brigade
Seit 1569 wurde die Dienststellung eines Regimentskommandeurs der Kavallerie und der Infanterie als Mestre de camp bezeichnet. Die Bezeichnung Colonels généraux galt in den jeweiligen Waffengattungen. 
Als 1661 in der Infanterie der Rang des Colonel général abgeschafft wurde, übernahmen dort die Mestres de camp dafür die Bezeichnung Colonel. Dies galt bis 1730, dann wurde die alte Bezeichnung wieder eingeführt. 1780 erfolgte erneut die Umbenennung in Colonel, bevor von 1793 bis 1803 die Bezeichnung Chef de brigade folgte.
Die Kavallerieregimenter verblieben dagegen unter dem Oberkommando eines Colonel général und wurden bis zur Revolution von ihren Mestres de camp kommandiert. 

## Sonstiges
Die erste Kompanie eines Regiments war die von dessen Inhaber persönlich geführte Leibkompanie; sie wurde als la Mestre de camp bezeichnet (oder, je nachdem, als Compagnie colonelle). 
Das 2e régiment de cavalerie der französischen Kavallerie trug zeitweilig den Namen „Régiment Mestre de camp géneral“. Dies war jedoch kein verliehener inhaberbezogener Ehrennahme.
Nach der Einführung von normierten Rangabzeichen 1759/1762 im französischen Heer machten zwei mit Kantillenfransen geschmückte Epauletten in Knopffarbe (Gold oder Silber) den Mestre de camp kenntlich (der Mestre de camp à la suite hbesaß nur eine solche Epaulette, auf der linken Schulter).
Der Rang ist nicht zu verwechseln mit dem des Maréchal de camp, einem Mitte des 16. Jahrhunderts eingeführten Generalsrang. 
Dem Mestre de camp entsprach in Spanien der Maestre de campo, der seit seiner Einführung 1536 durch Karl V. ein spanisches Terzio befehligte. Als diese 1714 in Regimenter umgewandelt wurden, wurden die Maestres de campo zu deren Kommandeuren.